# Anno 2020 - I gladiatori del futuro
Anno 2020 - I gladiatori del futuro è un film italiano del 1983, co-diretto da Joe D'Amato (con lo pseudonimo Kevin Mancuso) e da George Eastman (quest'ultimo non accreditato). Il film, anche noto col titolo  Texas 2000, è un curioso connubio tra genere western e fantasy in un'ambientazione postapocalittica.

## Trama
Texas, anno 2020: la guerra atomica è terminata da poco tempo. In un villaggio alcuni sopravvissuti comandati da Nisus lavorano quotidianamente producendo una nuova forma di energia. Ma ben presto un esercito evoluto, capeggiato da un cinico comandante, assedia il villaggio e ne prende possesso, uccidendo brutalmente Nisus. La moglie di Nisus, Maida, viene violentata e successivamente venduta. Ma ben presto tre eroi la salveranno e, con l'aiuto degli indiani, riprenderanno possesso delle loro terre e riporteranno la giustizia. Maida, alla fine, potrà riabbracciare la propria figlia.